# ولوشا
ولوشا (بوسنیایی: Veluša) یک زیستگاه انسانی در بوسنی و هرزگوین است که در کونییتس واقع شده‌است.